# Thomas Wake (2e baron Wake de Liddell)
Pour les articles homonymes, voir Thomas Wake.
Thomas Wake (v. 20 mars 1298 – 31 mai 1349), 2e baron Wake de Liddell, est un important seigneur et militaire anglais du XIVe siècle, qui s'est particulièrement impliqué dans les guerres d'indépendance de l'Écosse. Encore mineur à la mort de son père en 1300, il est placé sous la tutelle de plusieurs gardiens jusqu'à ce que ses biens et son titre lui soient remis en 1317. Marié en 1316 à Blanche de Lancastre, une des filles du puissant seigneur Henri de Lancastre, il étend progressivement son influence dans le Nord de l'Angleterre et participe au conflit anglo-écossais, qui lui offre des chances d'avancement au cours du règne d'Édouard II. Imitant la prudence dont fait usage son beau-père, il ne prend pas part à l'opposition baronniale face au souverain, mais finit par soutenir en 1326 la révolte de la reine Isabelle et de Roger Mortimer et participe activement à la déchéance d'Édouard II l'année suivante.
Devenu hostile à la régence d'Isabelle et de Mortimer à la suite de la conclusion du traité d'Édimbourg-Northampton en 1328 qui lui fait perdre ses revendications sur des possessions en Écosse, Thomas Wake appuie plusieurs soulèvements infructueux contre eux et doit même vivre quelque temps en exil, avant d'être rappelé en 1330 par Édouard III. Le baron accompagne le souverain lors de ses campagnes militaires en Écosse au cours des années 1330 et participe à la défense du royaume face aux Français au début de la guerre de Cent Ans. Bénéficiant de la confiance du roi, il est l'un des seigneurs qui gouvernent l'Angleterre en son absence, pendant qu'il guerroie sur le continent. Retiré des affaires du royaume en raison de sa maladie, il consacre les dernières années de sa vie à l'établissement de bâtiments religieux dans ses possessions et meurt en 1349.

## Biographie

### Origines, jeunesse et mariage
Thomas Wake est le fils aîné de John Wake, 1er baron Wake de Liddell, et de Jeanne de Fiennes. Il est issu d'un lignage assez important, puisque du côté paternel, il est un arrière-arrière-petit-fils de Saer de Quincy, 1er comte de Winchester, et du prince de Galles Llywelyn ab Iorwerth, ainsi qu'un arrière-arrière-arrière-petit-fils du roi d'Angleterre Jean sans Terre, tandis que du côté de sa mère, il est un arrière-arrière-petit-fils de Jean de Brienne, roi de Jérusalem, puis empereur latin de Constantinople, et un arrière-arrière-arrière-petit-fils d'Alphonse IX de León et de Bérengère Ire de Castille. Son père meurt aux alentours du 10 avril 1300, faisant de lui l'héritier de son titres et de ses possessions. Après la mort en 1309 de sa mère Jeanne, Thomas est alors encore trop jeune pour pouvoir gérer seul ses propriétés et devient un pupille de la couronne d'Angleterre. Le roi Édouard II le place alors immédiatement sous la garde d'Henry de Lacy, 3e comte de Lincoln, mais ce dernier meurt prématurément le 5 février 1311. Par la suite, le souverain nomme son favori Pierre Gaveston, 1er comte de Cornouailles, pour gérer les possessions du jeune Thomas Wake. Mais Gaveston est exilé dès le 3 novembre suivant à la demande de l'opposition baronniale et est exécuté le 19 juin 1312 à l'instigation de Thomas de Lancastre, 2e comte de Lancastre, après son retour illégal en Angleterre. À la suite de la mort de son favori, Édouard II désigne enfin son épouse Isabelle de France pour administrer les biens de Thomas Wake, en théorie jusqu'à sa majorité, alors fixée à 21 ans.
Début 1316, Thomas Wake est fiancé par le roi à Jeanne Gaveston, la fille et héritière de Pierre Gaveston et de son épouse Marguerite de Clare. Pourtant, il épouse aux alentours du 9 octobre 1316 Blanche de Lancastre, fille aînée d'Henri de Lancastre, 1er baron Lancastre et frère cadet de Thomas de Lancastre. On ignore pourquoi Wake a refusé la main de Jeanne : en effet, ce n'est pas Blanche qui est destinée à hériter de la fortune de son oncle, mais son frère Henri de Grosmont. Il est possible qu'il ait jugé préférable à cette période de s'allier au comte de Lancastre plutôt qu'au roi, alors sérieusement affaibli par ses échecs militaires, ou qu'il ait supposé que Marguerite de Clare se remarierait et aurait un fils, privant Jeanne Gaveston de son statut d'héritière. Quoi qu'il en soit, Édouard II condamne Thomas Wake à verser à « notre très chère parente » la somme de 1 000 livres en dédommagement, qui est partiellement payée le 3 novembre 1317. Un pardon royal pour avoir refusé d'épouser Jeanne Gaveston lui est définitivement accordé le 9 décembre 1318. Grâce à la médiation d'Henri de Lancastre, Thomas Wake est autorisé le 6 juin 1317 à entrer dans son héritage, bien qu'il soit encore mineur. Il hérite de plusieurs terres situées dans le Lincolnshire, de Cottingham et de Liddel Strength dans le Yorkshire, ainsi que d'autres terres dans le Cumberland et le Westmorland. Possédant plusieurs domaines dans le nord de l'Angleterre, il s'implique rapidement dans les guerres d'Écosse : ainsi, en septembre 1319, plusieurs soldats relevant de son commandement prennent part au siège de Berwick.

### Rôle sous le règne d'Édouard II
Le 24 avril 1320, Édouard II donne la permission à Thomas Wake de se rendre en pèlerinage à Saint-Jacques-de-Compostelle. Pendant son absence, un de ses manoirs dans le Lincolnshire est attaqué et pillé, et certains de ses serviteurs sont tués. Son séjour à l'étranger lui évite de prendre part à l'été 1321 à la guerre des Despenser, une rébellion conduite par Thomas de Lancastre contre Édouard II et son nouveau favori Hugues le Despenser. Tout comme son beau-père Henri de Lancastre, il demeure neutre dans le conflit et assiste impuissant après sa défaite et sa capture à l'exécution de Thomas de Lancastre le 22 mars 1322. Le lendemain de l'exécution du comte, Thomas Wake acquitte une dette de 100 marcs à Ralph de Camoys, le beau-frère d'Hugues le Despenser. Pendant les années suivantes, il semble entretenir des relations correctes avec Édouard II. S'il figure brièvement en avril 1323 parmi les otages anglais envoyés provisoirement en Écosse comme garantie de la sécurité pour l'Écossais Thomas Randolph, 1er comte de Moray, chargé de négocier une trêve de treize ans avec le roi d'Angleterre, Wake reçoit le 16 juin 1324 le manoir royal de Sandal dans le Yorkshire pour son « hébergement » et sa sœur Marguerite épouse vers le 16 décembre 1325 Edmond de Woodstock, 1er comte de Kent, l'un des demi-frères d'Édouard II. Au cours de la guerre de Saint-Sardos, il est convoqué en décembre 1324 et en mars 1325 par le roi pour accompagner en Aquitaine John de Warenne, 7e comte de Surrey, afin de repousser une invasion française, même s'il ne semble pas avoir quitté l'Angleterre.
Même s'il assiste toujours à la signature de chartes royales en avril 1326, Thomas Wake apporte comme son beau-père son soutien au débarquement de la reine Isabelle de France et de son allié Roger Mortimer le 24 septembre 1326, qui vise à mettre fin au pouvoir oppressif établi par Édouard II et Hugues le Despenser depuis 1322. Les raisons de ce soudain revers d'allégeance peuvent être multiples : il est peut-être mécontent des négociations de paix avec les Écossais en 1323, qui lui ont fait perdre plusieurs possessions dans le Sud de l'Écosse, ou bien, tout simplement, il ne tolère plus comme l'essentiel du baronnage l'influence illimitée du favori royal. Quoi qu'il en soit, il rejoint les rebelles à Gloucester et est l'un des barons qui proclament le 26 octobre à Bristol le prince héritier Édouard gardien du royaume, le roi s'étant enfui en Galles. Le 24 novembre, il participe activement à la condamnation à mort à Hereford d'Hugues le Despenser et assiste à son exécution. Isabelle et Mortimer, devenus entretemps les dirigeants effectifs du royaume, récompensent le soutien de Thomas Wake en lui accordant dès le 10 novembre 1326 le poste de juge des forêts au Sud du Trent, puis le 9 décembre, la fonction de connétable de la Tour de Londres. Il est par ailleurs désigné connétable du château de Hertford. Les 12 et 13 janvier 1327, il représente les intérêts de son beau-père et demande à plusieurs reprises le soutien de la foule londonienne au cours du Parlement qui prononce la destitution d'Édouard II en faveur de son fils, qui est proclamé roi d'Angleterre sous le nom d'Édouard III et couronné le 1er février suivant.

### Hostilité à Roger Mortimer
Thomas Wake figure parmi le conseil de régence chargé d'apporter son aide à Édouard III, alors âgé de seulement quatorze ans. Dès le 5 avril 1327, il est convoqué par Roger Mortimer pour repousser les raids écossais incessants, mais la campagne de Weardale au cours de l'été échoue lamentablement et le jeune roi échappe de peu à la capture lors de l'affrontement de Stanhope Park le 4 août. Cette défaite cinglante convainc Isabelle et Mortimer d'entamer des pourparlers de paix avec les Écossais dès le 9 octobre. À ce titre, Wake est chargé avec d'autres envoyés anglais d'aller fixer les négociations du traité d'Édimbourg-Northampton, signé le 17 mars 1328. L'accord entre les deux royaumes assure à l'Écosse son indépendance et prive les seigneurs anglais de toutes leurs possessions écossaises. Thomas Wake, qui doit renoncer à ses revendications en Écosse, se réunit avec d'autres seigneurs ayant perdu leurs possessions à cause du traité de paix : au cours des mois suivants, ces barons forment à la cour d'Édouard III un cercle d'exilés connus sous le nom de « déshérités ». Parallèlement, il fait part de son mécontentement envers cette turpis pax et entre progressivement dans l'opposition au régime d'Isabelle de France et de Roger Mortimer qui est conduite par son beau-père Henri de Lancastre. En réponse à son hostilité, il perd en avril 1328 son poste de connétable de la Tour, tandis que le mois suivant, celui de juge des forêts lui est retiré. Profondément outré par la mainmise de Roger Mortimer sur le pouvoir, Thomas Wake refuse, tout comme son beau-père, d'assister au Parlement tenu à Salisbury en octobre 1328. 
Lorsque l'opposition à Roger Mortimer se rencontre à Londres au début du mois décembre 1328, Thomas Wake agit comme porte-parole d'Henri de Lancastre, absent pour sa propre sécurité. Le 29 décembre, Mortimer promet un pardon à quiconque se soumettra avant le 7 janvier 1329 : Wake répond à cette déclaration en annonçant qu'il ne se rebelle en aucun cas contre le roi Édouard III. Toutefois, certain de la duplicité de ses adversaires, Mortimer refuse que le souverain accepte l'offre de soumission proposée par les insurgés. Finalement, le 12 janvier 1329, abandonné par plusieurs de ses partisans, Henri de Lancastre se voit contraint de se rendre à Bedford à Roger Mortimer. Le 16 janvier, pressé par Mortimer, Édouard III ordonne la confiscation des terres des rebelles. Peut-être en raison de ses liens familiaux avec Roger Mortimer (qui est son cousin), Thomas Wake est autorisé à conserver ses terres contre le paiement d'une lourde amende de 15 000 marcs. Il n'a pourtant pas encore fini de payer cette amende lorsqu'il est impliqué dans une mystérieuse conspiration de son beau-frère Edmond de Woodstock contre le régime au début de l'année 1330, qui vise prétendument à restaurer Édouard II sur le trône, que la rumeur dit toujours vivant, malgré l'annonce de sa mort le 21 septembre 1327. Menacés par leurs adversaires, Isabelle et Mortimer réagissent promptement et font décapiter Edmond le 19 mars 1330, étouffant dans l'œuf le complot. Accusé d'avoir appuyé les projets de son beau-frère, Thomas Wake est pourchassé, ses terres sont confisquées et il ne doit son salut qu'à sa fuite précipitée en France.

### Participation aux campagnes d'Édouard III
Après la mise aux arrêts d'Isabelle et de Roger Mortimer sur ordre d'Édouard III le 19 octobre 1330, Thomas Wake est rappelé en Angleterre dès le mois suivant. On sait que le 21 décembre suivant, il est missionné par le souverain avec Guillaume de Bohun et Eubulus le Strange pour escorter sa mère Isabelle du château de Berkhamsted au château de Windsor, où elle est brièvement détenue. Édouard III lui pardonne formellement pour sa participation à la rébellion d'Henri de Lancastre et ordonne la restitution de ses terres le 9 décembre. Le paiement de l'amende exigée par Mortimer en 1329 est de plus annulé le 12 décembre. Enfin, le 30 décembre, le roi d'Angleterre demande au roi David II d'Écosse de restituer à Thomas Wake les possessions qu'il détenait auparavant en Écosse. Même s'il est avec Henri de Beaumont l'un des deux seuls « déshérités » officiellement reconnus comme tels par les gouvernements anglais et écossais, cette tentative est cependant infructueuse malgré deux nouvelles requêtes adressées en février 1331 et en avril 1332. En dédommagement, Édouard III nomme Thomas Wake gouverneur des îles anglo-normandes le 18 octobre 1331. Le baron Wake de Liddell conserve ce poste jusqu'au 7 février 1333,, date à laquelle il décide d'accompagner le roi dans son expédition militaire en Écosse qui culmine avec sa victoire à Halidon Hill le 19 juillet suivant. Thomas Wake est à nouveau présent lors d'une nouvelle invasion anglaise conduite en août 1334 et conduit lui-même un raid en Écosse depuis Carlisle en septembre 1337.
Le 18 juillet 1335, Thomas Wake figure parmi les ambassadeurs envoyés en France avec l'évêque de Norwich William Airmyn afin de trouver une issue au conflit écossais et de négocier une croisade franco-anglaise en Terre sainte. La rencontre des ambassadeurs anglais avec le roi Philippe VI de Valois n'aboutit toutefois à aucun résultat probant et les tensions entre l'Angleterre et la France s'accentuent peu à peu pour aboutir en 1337 au déclenchement de la guerre de Cent Ans et à la revendication du roi d'Angleterre à la couronne de France. Néanmoins, Thomas Wake ne participe pas à la campagne d'Édouard III dans le Nord de la France à l'automne 1339 et reste en Angleterre pour y défendre les Marches écossaises, à nouveau secouées par les partisans de David II d'Écosse. La crainte d'une invasion française à la même période force néanmoins le roi à le nommer en juillet 1338 à la tête d'une commission chargée de mobiliser au plus vite la population du Lincolnshire en cas d'urgence. Après un bref retour du roi en mars 1340, le baron est choisi pour participer aux commissions créées au Parlement afin d'examiner les finances royales et de recevoir des pétitions. En avril 1340, il est délivré de toutes les dettes qu'il a contractées envers la couronne et est l'un des assesseurs fiscaux nommés par le Parlement afin de percevoir les taxes de Londres. Lorsque le roi retourne en Flandre le 28 mai 1340, Thomas Wake participe au conseil chargé d'assister le régent et héritier du trône Édouard de Woodstock, qui n'a que dix ans.

### Dernières années, mort et succession
À la suite de son triomphe inattendu face aux Français à la bataille navale de L'Écluse le 24 juin 1340, Édouard III poursuit sa campagne terrestre mais est contraint de conclure la trêve d'Esplechin dès le 25 septembre. Furieux face à ce revers stratégique, il rentre secrètement à Londres dans la nuit du 29 au 30 novembre 1340 et détourne immédiatement sa colère sur l'archevêque de Canterbury et Lord grand chancelier Jean de Stratford. Selon l'historien T. F. Tout, Thomas Wake entre en disgrâce en raison de son association avec Stratford et est même brièvement emprisonné sur ordre d'Édouard III. Mais le fait que Wake soit désigné dès le 12 décembre 1340 pour recueillir les plaintes des barons et du peuple à l'encontre du gouvernement ne semble pas corroborer cette allégation. Il semble de plus qu'il soit présent à une commission enquêtant sur des accusations de corruption à l'encontre de fonctionnaires royaux en Est-Anglie. Enfin, au cours du conflit entre le roi et l'archevêque de Canterbury, le baron Wake de Liddell recueille même les plaintes du souverain à l'encontre du prélat. Ses activités au service de la couronne se poursuivent pendant les années suivantes : au cours des Parlements tenus en avril-mai 1341, en juin 1344 et en septembre 1346, Thomas Wake examine les pétitions formulées par le clergé et le commun ; en 1343, il accompagne son beau-frère Henri de Grosmont auprès du roi Alphonse XI de Castille et assiste au siège d'Algésiras. De 1341 à 1342, on suppose qu'en l'absence d'informations sur sa biographie il fait un second pèlerinage à Saint-Jacques-de-Compostelle.
Pendant ses dernières années, Thomas Wake maintient d'étroites relations avec sa famille : en mai 1337, son beau-frère Henri de Grosmont lui fait présent d'un de ses manoirs dans le Norfolk, tandis qu'en juillet 1339, il rend visite à son beau-père Henri de Lancastre à Leicester et lui offre à vie un de ses manoirs dans le Yorkshire. Il se consacre en outre à l'établissement de bâtiments religieux : il prend ainsi part en janvier 1326 à la fondation d'un prieuré pour chanoines réguliers à Haltemprice dans le Yorkshire, après avoir obtenu l'autorisation du pape Jean XXII l'année précédente. Il avait déjà obtenu le 26 juin 1322 le droit d'établir ce prieuré à Newton dans le Yorkshire, mais avait découvert qu'il ne pouvait garantir son établissement durable. Il patronne par ailleurs le monastère franciscain de Ware, dans le Hertfordshire, le 25 juin 1338 et négocie vers 1345 le transfert en Angleterre de nonnes dominicaines originaires du duché de Brabant. Assiégé une première fois par les Écossais en février 1346, son château de Liddell est pris après un second siège entre le 7 et le 13 octobre 1346 et la garnison commandée par Walter de Selby est massacrée par les vainqueurs, mais le baron est alors trop malade pour s'impliquer dans le conflit anglo-écossais. Retiré dans ses possessions, Thomas Wake meurt le 31 mai 1349, vraisemblablement de la peste noire qui vient tout juste d'émerger en Angleterre, et est inhumé au prieuré d'Haltemprice. Son union avec Blanche de Lancastre étant demeurée sans descendance, ses titres et possessions sont hérités par sa sœur Marguerite.